# Darfield (Nowa Zelandia)
Darfield – miasto na Południowej Wyspie, w Selwyn District, w Nowej Zelandii. Miasto znajduje się 45 km na zachód od przedmieść Christchurch. W roku 2001 Darfield zamieszkiwało 1362 osób, a w 2006 1485.

## Urodzeni w Darfield
- John Wright (ur. 5 lipca 1954) – nowozelandzki pisarz i były trener reprezentacji Indii w krykieta
- Mary Clinton (ur. 8 maja 1960) – nowozelandzka hokeistka
- James Lassche (ur. 31 sierpnia 1989) – nowozelandzki wioślarz